# クリックコール
クリックコールとは、パソコンや携帯電話端末のブラウザや専用クライアントソフトからHTTPなどのプロトコルで制御信号を発信する事により、電話の発信を行うサービス。

## 仕組み
1. パソコンや携帯電話のブラウザ画面で電話番号をクリックする事により、通信会社のサーバに、自分の電話番号と通話先の電話番号を通知する。
2. 通信会社のサーバはまず、自分の電話番号に対して、通信会社の交換機から発信する。
3. 発信者側の電話機が鳴り、発信者が受話器を取り上げると、通信会社の交換機から通話先の電話番号に発信する。
4. 相手の電話機が鳴り、相手が受話器を持ち上げると、この2つの呼を繋ぎ合わせ、普通に通話開始できる。

## Web電話との違い
類似のサービスで、PCにソフトフォンをダウンロードさせ、ヘッドセット等を用いてパソコンで通話するものがあり、WebCall、Web電話、ペイ・パー・コールなどの名称でサービスされている。
クリックコールとの違いはその仕組みが異なる事と、クリックコールでは既存の電話機が使えるという点にある。

## 特徴
- パソコンから発信できるので、電話帳システムとの連携が容易。
- ソフトフォンとは異なり、鳴った電話機で通話できる。携帯電話からの発信にも適用できる。

## サービス例
- 楽天コミュニケーションズ - クリックコール サービス
- クリックコール株式会社 - クリックコール
- NTTコミュニケーションズ - Click to Connect